# David Wohl
Pour les articles homonymes, voir David Wohl (homonymie).
Compléments
Éditeur chez Marvel Comics
Top Cow Productions
David Wohl (New York, 10 avril 1967) est un auteur et éditeur de bandes dessinées qui vit à Los Angeles en Californie aux États-Unis. Il a travaillé sur de nombreux comics éditées par Top Cow. Il a contribué notamment à Witchblade, Aphrodite IX, The Darkness et Battle of the Planets.

## Biographie
David Whol travaille comme éditeur chez Marvel au début des années 1990 avant de passer chez Top Cow en 1993. Il co-créé ainsi Witchblade en 1995 et The Darkness  en 1996 avec Marc Silvestri. Devenu président de Top Cow en 1999, il crée en 2000 la série Aphrodite IX avec le dessinateur David Finch.
En 2009, il travaille comme éditeur pour Radical Comics .
En 2016, il passe chez DC Comics lors du DC Rebirth. En parallèle, il travaille également sur des séries d'Aspen Comics et comme producteur de film d'animation.

## Publications

### Top Cow
- City of Heroes, 2005
- Tom Judge: End of Days, 2003
- Inferno: Hellbound, 2001
- EVO, 2002 (cocréateur Michael Turner, Marc Silvestri, Brian Ching)
- No Honor, 2001
- Butcher Knight, 2000
- Witchblade, 1995
- Cyberforce, 1993
- The Darkness, 1996
- Aphrodite IX, 1996 (cocréateur David Finch)
- Fathom
- Tomb Raider
- Codename: Strykeforce
- Battle of the Planets (comics)
- Weapon Zero, 1996
- Ascension, 1997
- Rising Stars
- Ripclaw
- Arcanum
- Spirit of the Tao, 1998
- Spawn / Witchblade (crossover)
- Witchblade / Darkminds (crossover)
- Magdalena / Vampirella
- Elektra / Cyblade
- The Darkness - Batman
- Witchblade / Lady Death
- True Blood (série tv) en comics 2008 avec Jason Badower & Blond

### Marvel Comics
- D.P.7, New Universe, 1986
- Psi-Force, 1986
- G.I. Joe, A Real American Hero (comics)
- Star Brand
- The War (en)
- The Defenders
- NFL Superpro
- The Avengers
- Ballistic / Wolverine (crossover)
- Weapon Zero / Silver Surfer

### Image Comics
- Ballistic Imagery
- Pitt

### Autres
- Dragon Lines, 1993 (Epic Comics)
- Brothers in Arms: Hell's Highway, 2008 (Dynamite Entertainment)
- Heresy, 2008 (Ape Entertainment)
- Worlds of Aspen (Aspen MLT)